# Thomas Graf (Fußballspieler)
Thomas Graf (* 25. Juni 1966 in Friedrichsthal) ist ein ehemaliger deutscher Fußballtorhüter, der auch in den USA und Dänemark tätig war.

## Jugendkarriere
Thomas Graf begann seine Laufbahn als Sechsjähriger beim SC Friedrichsthal. 1983 wechselte er – bereits U-16-Nationaltorwart – zur A-Jugend des 1. FC Kaiserslautern und stand ein Jahr später mit seiner Mannschaft im Endspiel um die Deutsche Jugendmeisterschaft, das mit 1:3 gegen den VfB Stuttgart verloren ging. Den ersten Kontakt mit dem Profi-Fußball hatte Graf noch als Jugendspieler, als er am 30. Spieltag der Saison 1984/85 das erste Mal auf der Ersatzbank der Bundesligamannschaft Platz nahm. Dies wurde ihm dadurch ermöglicht, dass die Nummer 1 Gerry Ehrmann verletzt war, die eigentliche Nummer 2 Roland Grüner den Verein im Oktober 1984 verlassen hatte und Armin Reichel im Tor stand.

## Karriere
In der Saison 1985/86 wurde Graf die Nummer 2 hinter Gerry Ehrmann. Zu dieser Zeit wurde er auch gemeinsam mit Bodo Illgner in die U-21-Nationalmannschaft berufen. Zu seinem ersten Bundesligaspiel kam er am 25. Spieltag dieser Spielzeit. Ehrmann erlitt im Spiel gegen Bayer 05 Uerdingen eine Brustprellung und wurde zur Halbzeit gegen Graf ausgetauscht, gegen den ein Treffer erzielt wurde. Dennoch kam er in den nächsten Wochen noch viermal zum Einsatz. Am Anfang der Saison 1986/87 musste er sich einer Leistenoperation unterziehen, sodass Amateurtorwart Michael Serr an seiner Stelle auf der Bank Platz nahm. Für das unentschuldigte Fehlen bei einem Testspiel in Darmstadt kassierte Graf eine Ermahnung und drei Monate später folgte sein Rausschmiss, da er zu einem vereinbarten Gespräch mit Präsident Jürgen Friedrich nicht erschien.
Grafs Weg führte für drei Monate in die Major Indoor Soccer League (MISL) zu Chicago Sting. Nach diesem Engagement wechselte er für ein Jahr nach Dänemark zu Odense BK und anschließend zurück nach Deutschland und spielte dort für die Amateurvereine FC 08 Homburg, SV Elversberg und seinen saarländischen Heimatverein SC Friedrichsthal.

## Erfolge
- 1984 deutscher A-Jugend-Vizemeister